# West Wareham
West Wareham es un lugar designado por el censo ubicado en el condado de Plymouth en el estado estadounidense de Massachusetts. En el Censo de 2010 tenía una población de 2.064 habitantes y una densidad poblacional de 209,94 personas por km².

## Geografía
West Wareham se encuentra ubicado en las coordenadas 41°47′30″N 70°45′28″O / 41.79167, -70.75778. Según la Oficina del Censo de los Estados Unidos, West Wareham tiene una superficie total de 9.83 km², de la cual 9.66 km² corresponden a tierra firme y (1.71%) 0.17 km² es agua.

## Demografía
Según el censo de 2010, había 2.064 personas residiendo en West Wareham. La densidad de población era de 209,94 hab./km². De los 2.064 habitantes, West Wareham estaba compuesto por el 83.96% blancos, el 4.02% eran afroamericanos, el 0.34% eran amerindios, el 0.78% eran asiáticos, el 0.05% eran isleños del Pacífico, el 6.98% eran de otras razas y el 3.88% pertenecían a dos o más razas. Del total de la población el 1.84% eran hispanos o latinos de cualquier raza.